# Ekkehard
Ekkehard ist ein deutscher männlicher Vorname; Namenstag ist der 28. Juni.

## Herkunft und Bedeutung
Der Name setzt sich aus den althochdeutschen Wörtern ekka ‚(Schwert-) Ecke, Schneide‘ und hart ,hart, stark, fest‘ zusammen und bedeutet somit ‚Der Schwertstarke‘.

## Varianten
- Eckert, Eggert
- Ekkehart, Ekkehardt
- Ekkhard, Ekkhart, Ekkhardt
- Ekkard, Ekkart, Ekkardt
- Eccard
- Eckat, Ecke,
- Eckehard, Eckehart, Eckehardt
- Eckhard, Eckhart, Eckhardt
- Eckard, Eckart, Eckardt
- Ecki
- Edsart, Edsardt, Edsard
- Edzart, Edzardt, Edzard
- Edsert, Edserdt, Edserd
- Eggehard, Eggehardus
- Eginhard, Eike, Einhard
- Ekehard, Ekehart, Ekehardt
- Ekard, Ekart, Ekardt
- Ekhard, Ekhart, Ekhardt
- Ekke, Egge, Ekki

## Bekannte Namensträger

### Historische Geistliche
- Ekkehard I. (910–973), Mönch und Dekan in St. Gallen
- Ekkehard II. († 990), Mönch und Kaplan in St. Gallen
- Ekkehard II. von Nellenburg (um 1035–1088), Benediktinerabt des Klosters Reichenau
- Ekkehart III. (11. Jahrhundert), Geistlicher in Sankt Gallen in den ersten Jahrzehnten des 11. Jahrhunderts
- Ekkehard IV. (um 980–nach 1057), Mönch in St. Gallen
- Ekkehard († 1465), Abt von Münsterschwarzach
- Ekkehard († 1023), Bischof von Prag
- Ekkehard († 1200), Bischof von Gurk
- Ekkehard Rabil († 1240), Bischof von Merseburg
- Ekkehard von Aura (Uraugiensis) († 1125), Benediktiner, Abt und Chronist
- Ekkehard von Huysburg († 1084), Benediktinerabt des Klosters Huysburg

### Andere Namensträger

#### Variante Ekkehard
- Ekkehard I. (um 960–1002), Markgraf von Meißen
- Ekkehard II. (um 985–1046), Markgraf von Meißen
- Ekkehard I. von Scheyern
- Ekkehard II. von Scheyern
- Ekkehard Becker-Eberhard (* 1952), deutscher Jurist
- Ekkehard Böhmer (1929–2014), deutscher Fernsehshow-Regisseur
- Ekkehard von Braunmühl (1940–2020), deutscher Publizist und Kinderrechtler, Begründer der Antipädagogik
- Ekkehard Fasser (1952–2021), Schweizer Leichtathlet und Bobfahrer
- Ekkehard Fritsch (1921–1987), deutscher Schauspieler
- Ekkehard Gries (1936–2001), deutscher Jurist und Politiker (SPD)
- Ekkehard Göpelt (1945–2016), deutscher Sänger
- Ekkehard Grundmann (1921–2022), deutscher Pathologe
- Ekkehard Jost (1938–2017), deutscher Musikwissenschaftler
- Ekkehard Kaufmann (1923–2010), deutscher Jurist, Rechtshistoriker und Hochschullehrer
- Ekkehard Klemm (* 1958), deutscher Dirigent
- Ekkehard Klug (* 1956), deutscher Politiker
- Ekkehard König (* 1941), deutscher Philologe
- Ekkehard Lieberam (* 1937), deutscher Staatsrechtler und Publizist
- Ekkehard Mai (1946–2020), deutscher Kunsthistoriker
- Ekkehard Martens (* 1943), deutscher Philosoph
- Ekkehard May (* 1937), deutscher Japanologe und Hochschullehrer
- Ekkehard Medert (1923–2003), deutscher Brigadegeneral
- Ekkehard Mühlenberg (* 1938), deutscher evangelischer Theologe und Kirchenhistoriker
- Ekkehard Richter (General) (* 1937), deutscher Generalmajor
- Ekkehard Schall (1930–2005), deutscher Schauspieler
- Ekkehard Schulz (* 1941), deutscher Manager
- Ekkehard Schwartz (1926–2005), deutscher Forstwissenschaftler
- Ekkehard Streletzki (* 1940), deutscher Unternehmer und Hotelier
- Ekkehard W. Stegemann (1945–2021), deutscher evangelischer Theologe
- Ekkehard Stein (* 1943), deutscher Komponist und Produzent
- Ekkehard Wachmann (1937–2023), deutscher Entomologe
- Ekkehard Voigt (1939–2018), deutscher Politiker
- Ekkehard Weber (* 1940), österreichischer Althistoriker
- Ekkehard Westermann (1940–2015), deutscher Historiker
- Ekkehard Wlaschiha (1938–2019), deutscher Opernsänger (Bassbariton)

#### Variante Ekkehardt
- Ekkehardt Belle (1954–2022), deutscher Synchronsprecher und Schauspieler
- Ekkehardt Dietze (* 1950), deutscher Politiker (SPD)
- Ekkehardt Gahntz (1945–2025), deutscher Journalist und Moderator
- Ekkehardt Hofmann (* 1942), deutscher Künstler

#### Variante Ekkehart
- Ekkehart Frieling (* 1942), deutscher Psychologe und Arbeitswissenschaftler
- Ekkehart Krippendorff (1934–2018), deutscher Politikwissenschaftler
- Ekkehart Kröner (1919–2000), deutscher theoretischer Physiker
- Ekkehart Schlicht (* 1945), deutscher Ökonom und Hochschullehrer
- Ekkehart Stark (1947–2022), deutscher Maler und Grafiker
- Ekkehart Stein (1932–2008), deutscher Staatsrechtler
- Ekkehart Vetter (* 1956), deutscher evangelischer Theologe

### Fiktive Personen
- Ekkehardt Talkötter, Figur aus der Krimiserie Wilsberg

## Weitere Bedeutungen
Ekkehard (Roman) ist der Titel eines Romans von Joseph Victor von Scheffel.
Ekkehard ist eine Oper von Johann Joseph Abert aus dem Jahr 1878 mit einem Libretto von Adolf Kröner nach dem Roman von Joseph Victor von Scheffel.
E. Ekkehard ist das Pseudonym von Heinrich Kraeger (1870–1945), Professor für Literaturgeschichte.
Der Ekkehard war eine Zeitschrift für die studierende technische Jugend (1920–1932), herausgegeben vom Bund der technischen Angestellten und Beamten (Butab), einer sozialdemokratisch orientierten Gewerkschaft in Berlin.